# میدان رائکویا
میدان رائکویا (به لاتین: Raekoja plats) یک میدان در تالین، استونی است.
این میدان که در بخش قدیمی شهر قرار دارد ساختمان تاون هال تالین در کنار آن قرار دارد، این میدان محلی برای برگزاری جشنواره‌های کوچک و کنسرت‌های موسیقی است، رستوران‌ها و بارهای متعددی در اطراف میدان رائکویا قرار دارد. تاریخ ساخت این میدان به بعد از ساخت تاون هال تالین (قرن ۱۳ و ۱۴) باز میگردد و اجرا مراسم مخصوص کریسمس در این مکان قدمتی ۵۷۰ ساله دارد.

## نگارخانه

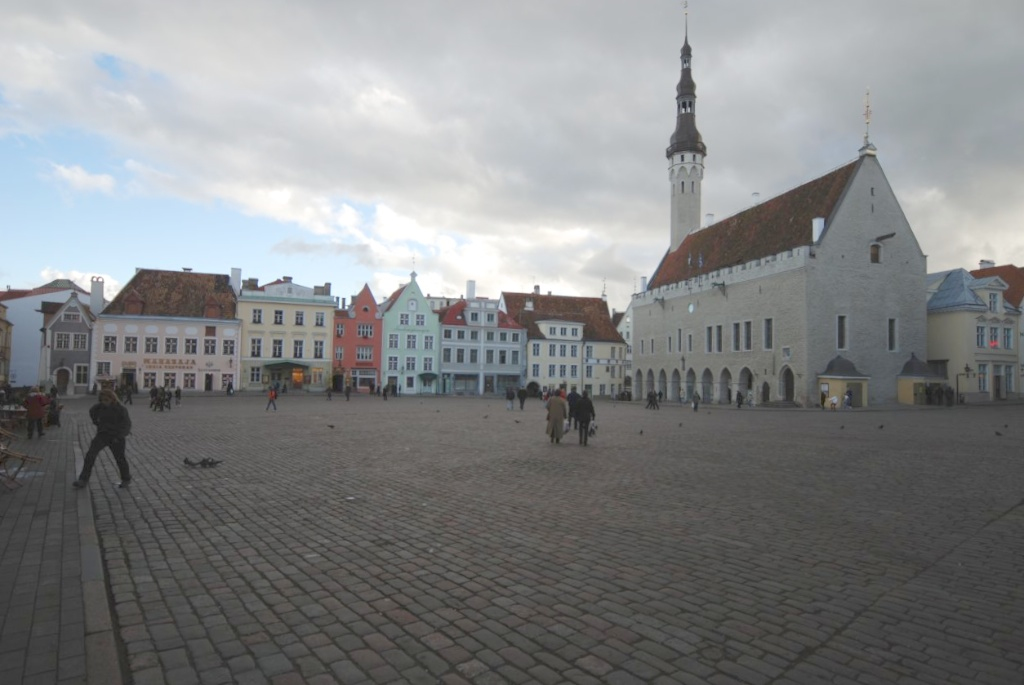
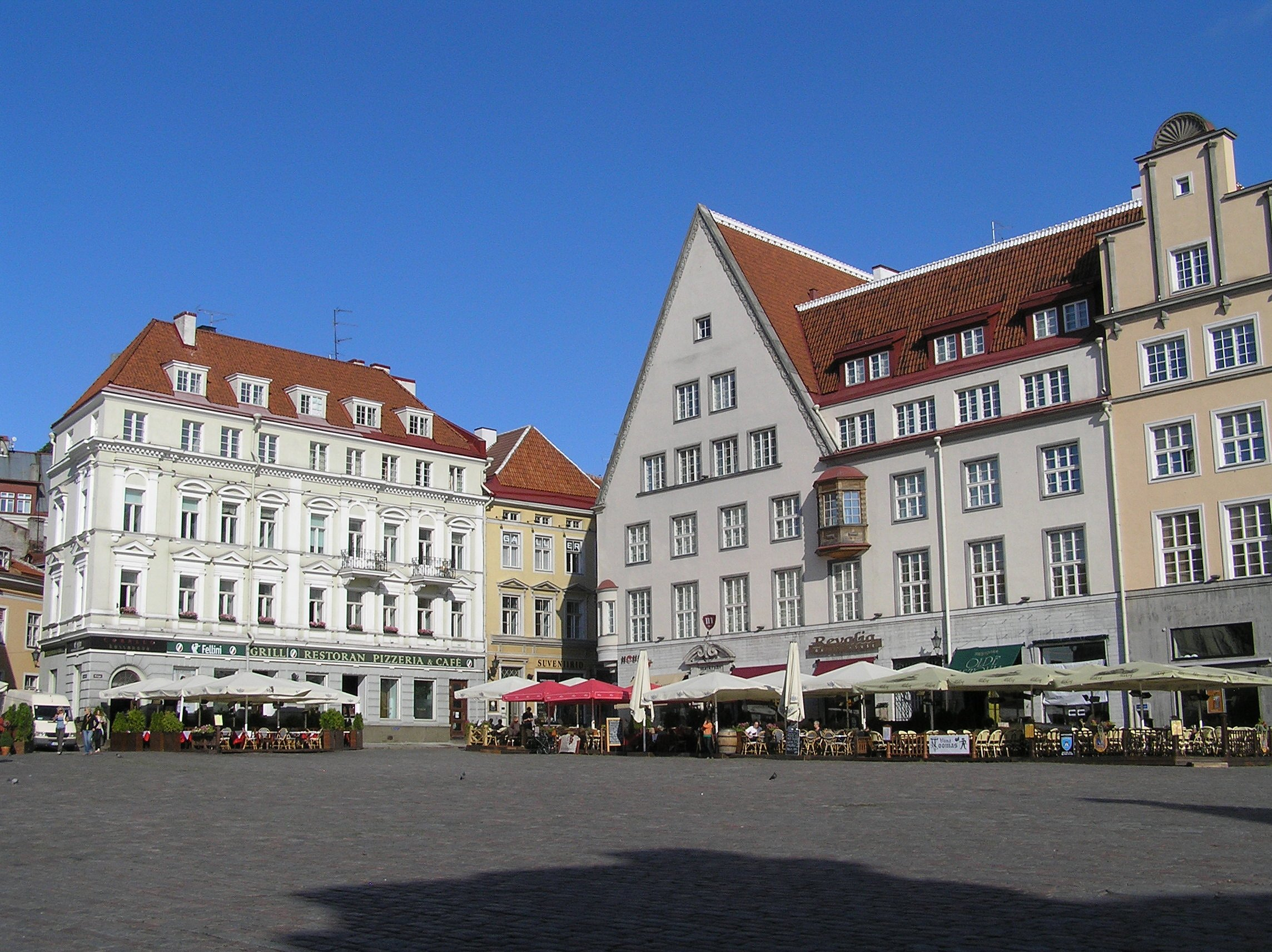
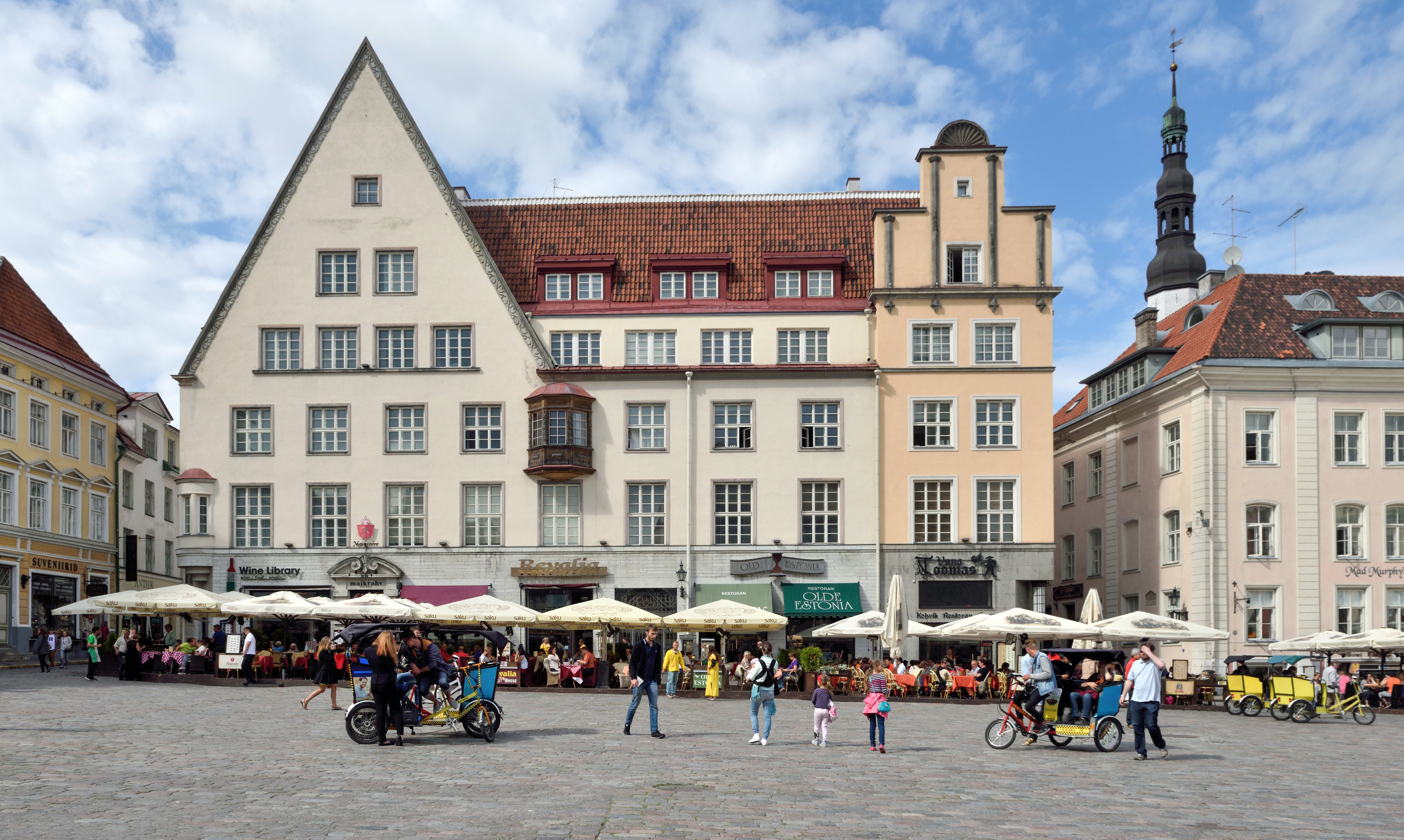
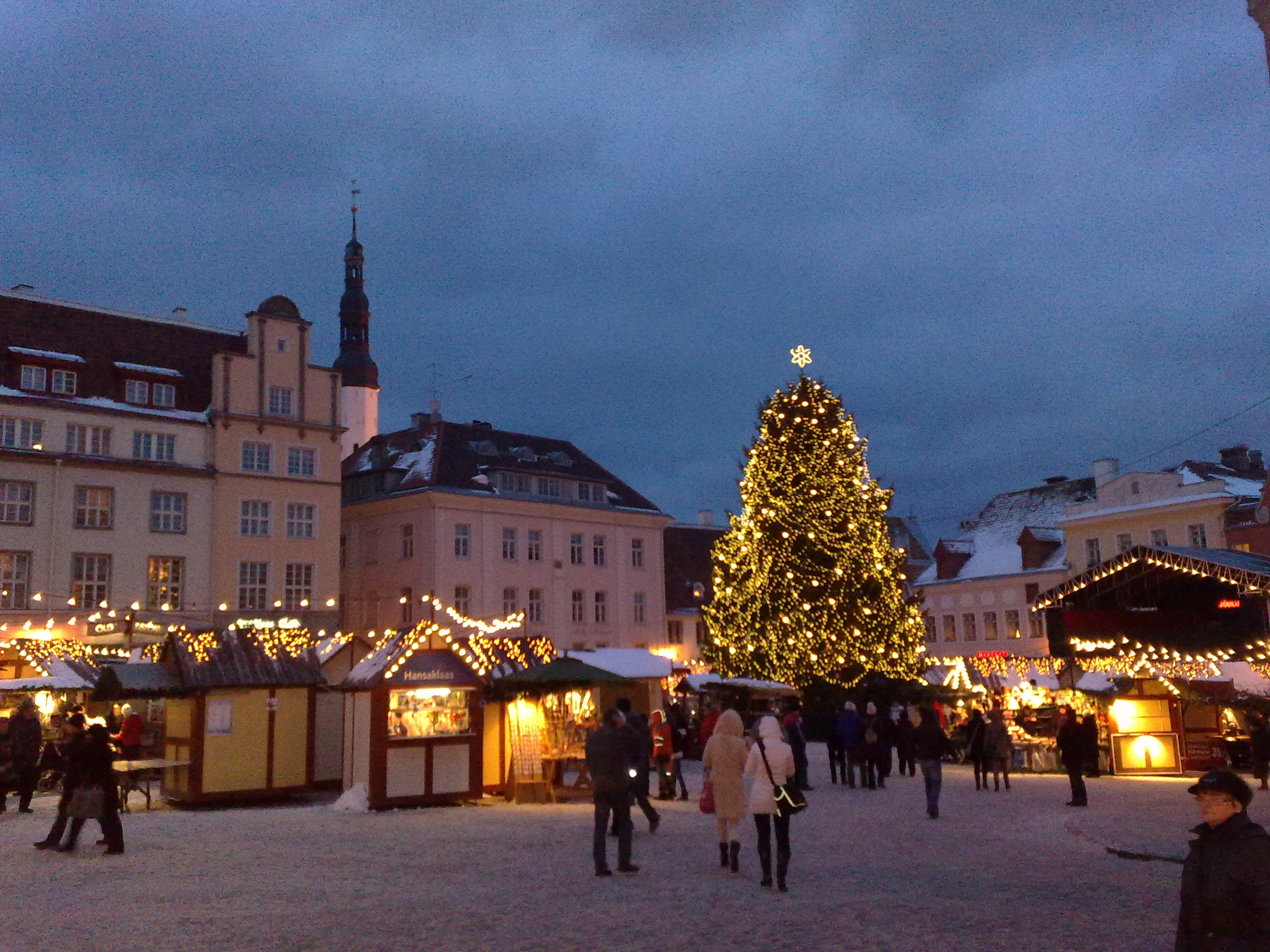
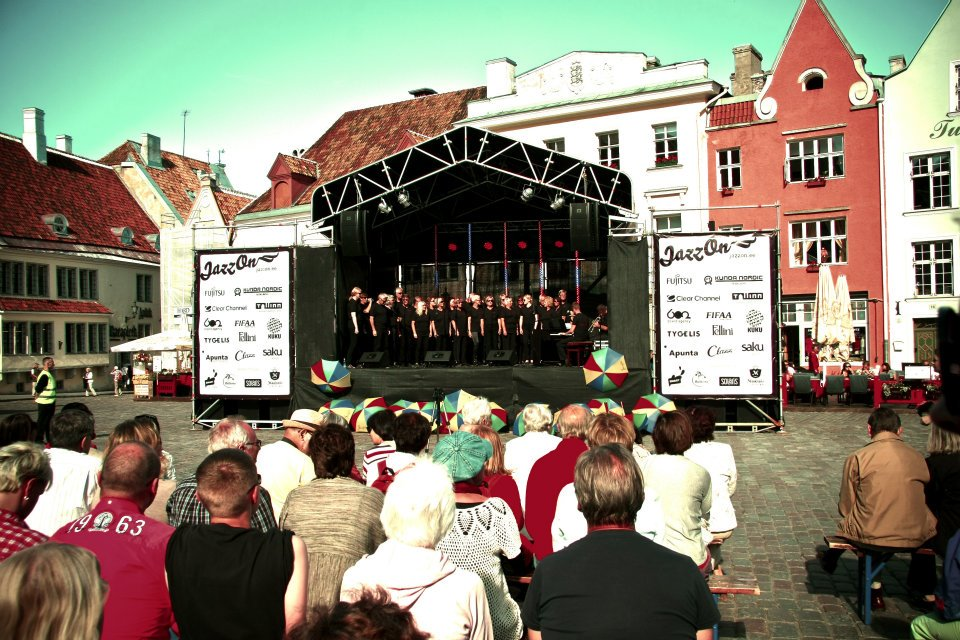
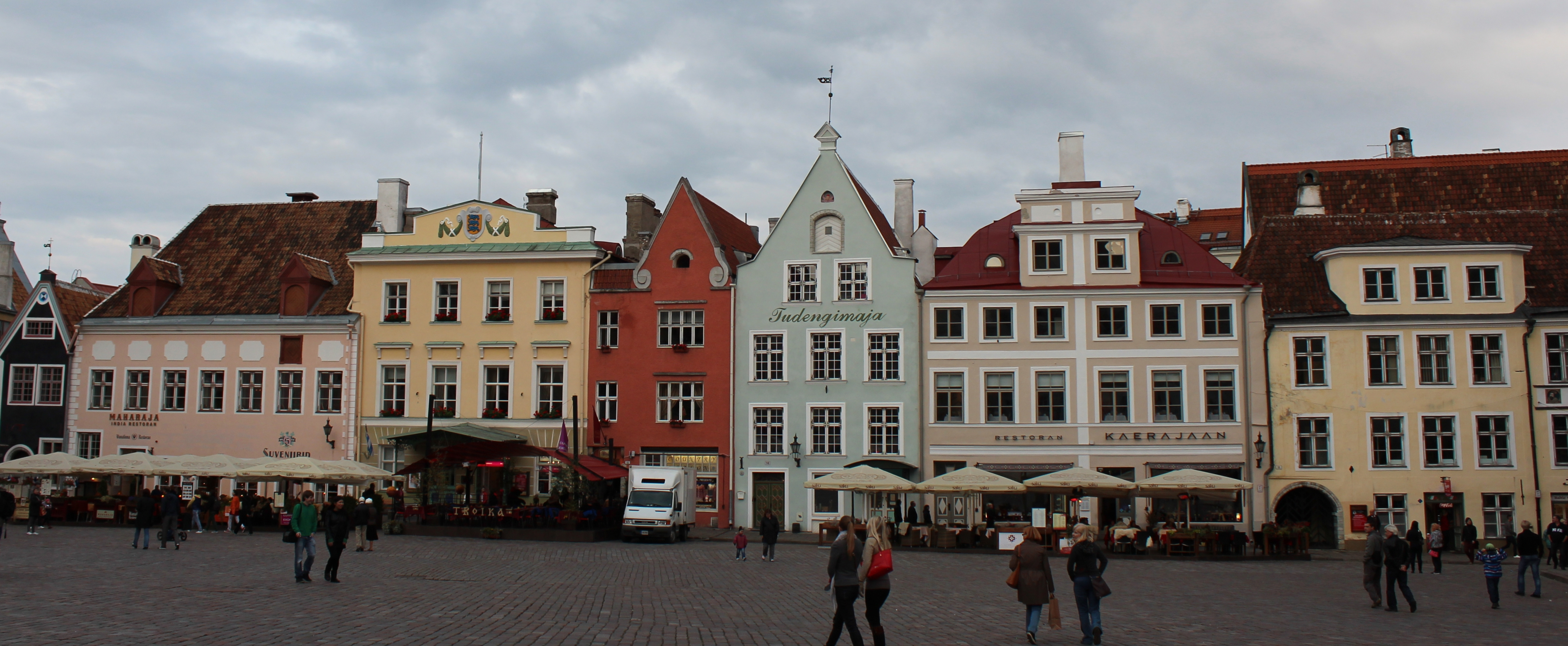
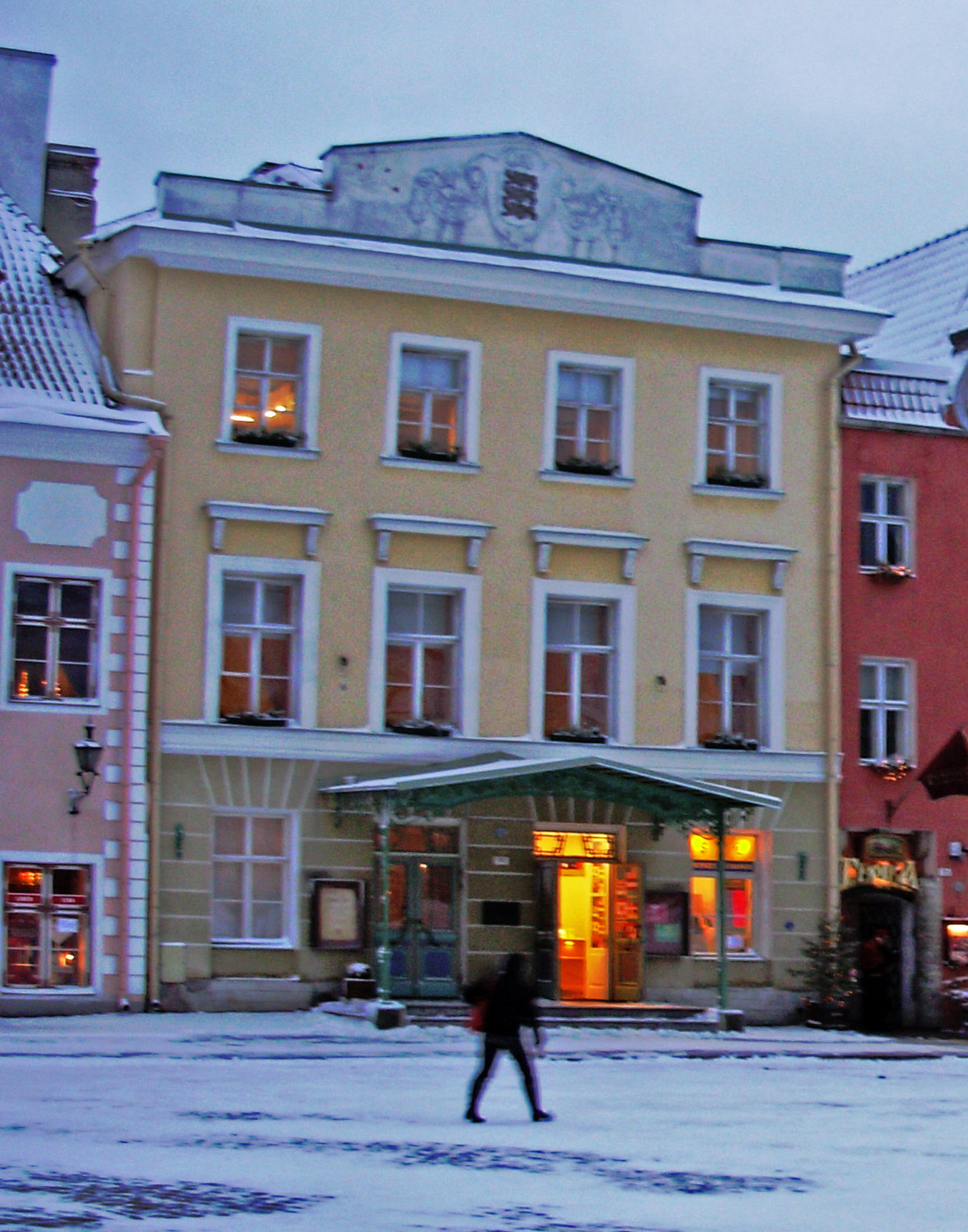
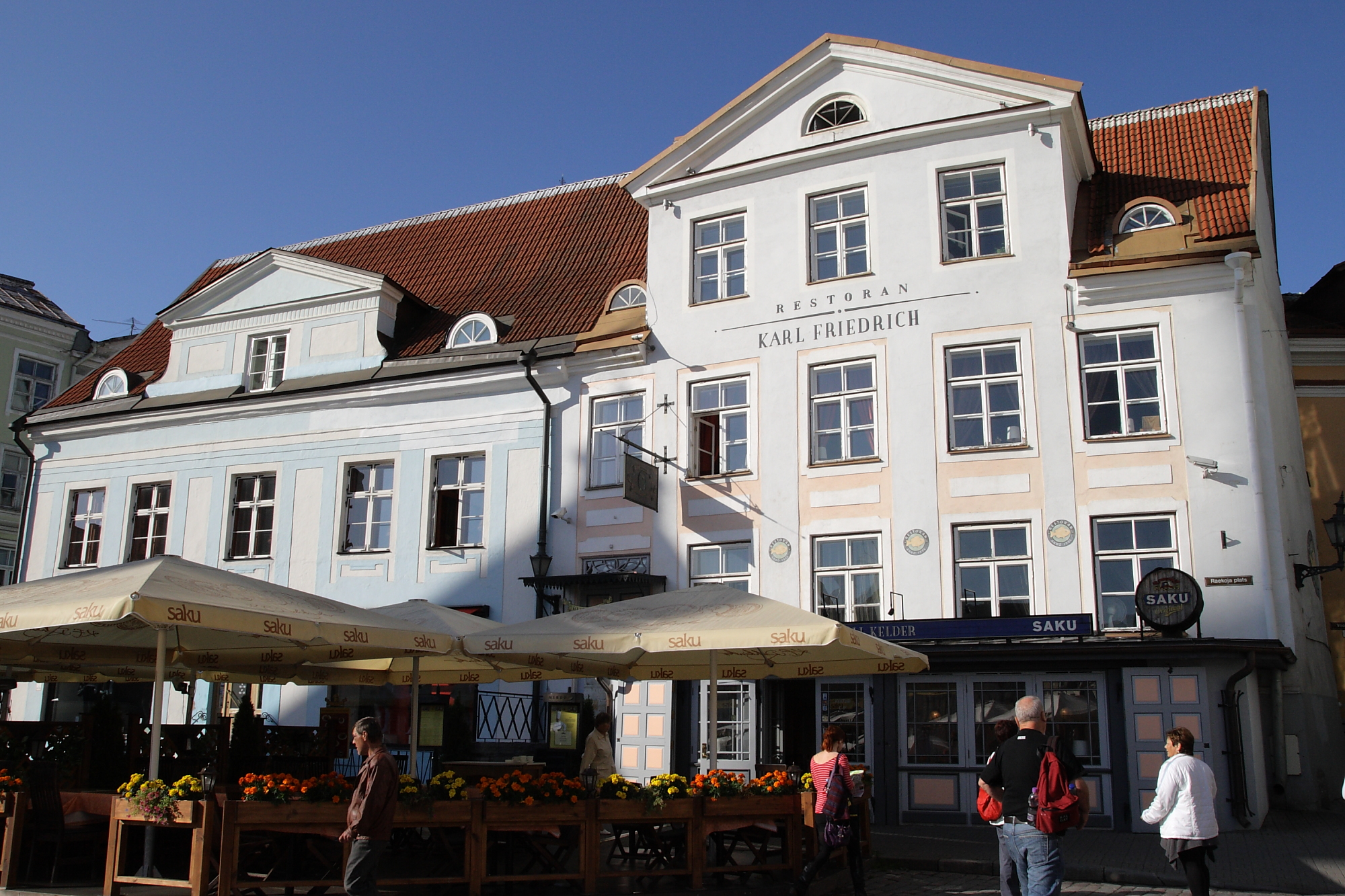
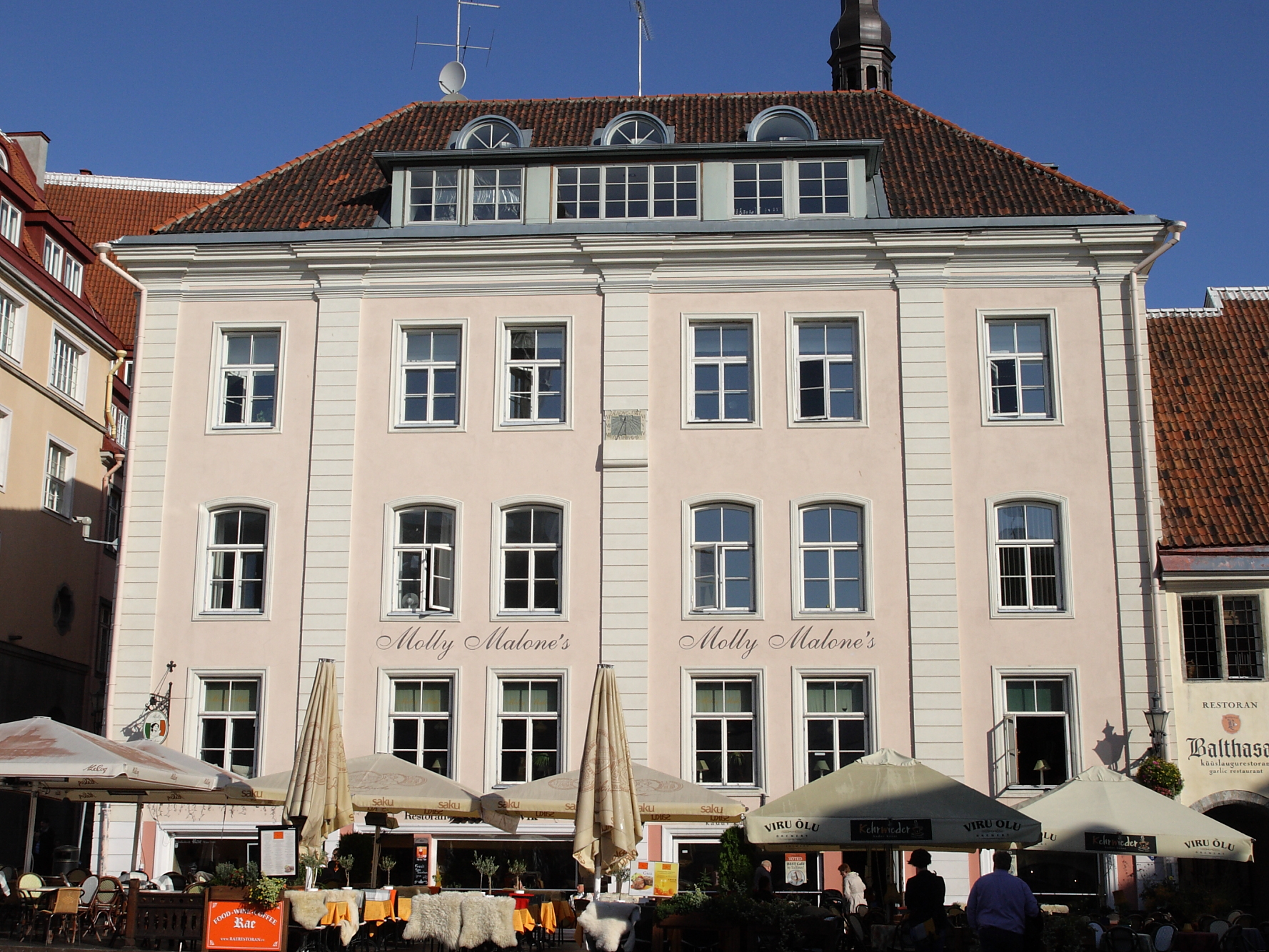

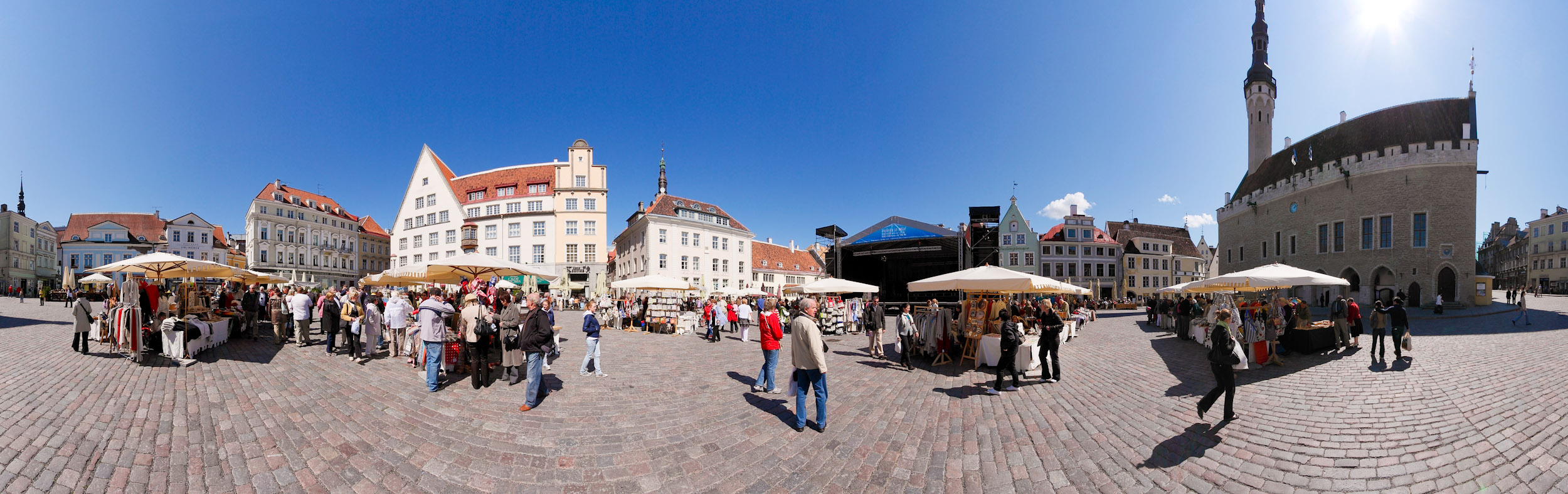
میدان رائکویا

میدان رائکویا